# 澳門職工聯盟
澳門職工聯盟（簡稱職工聯盟），是澳門的工人組織之一，為非牟利社團。其成立於2001年，首任理事會會長為李漫洲，在2005年12月，因受職務屆期限制任滿，經換屆改選，由現時理事會會長何興國接任。其他主要成員有梁愛蘭、陳建華、朱超英等。會址分別有新橋惠愛街銅錢巷8號地下及黑沙環看台街翡翠廣場商場H室。從2009年起，基本上停止了運作。

## 政治經歷
- 2001年澳門立法會選舉
- 2005年澳門立法會選舉

## 外部参考
- 澳門職工聯盟 官方網頁